# Kraftwerke Mainz-Wiesbaden

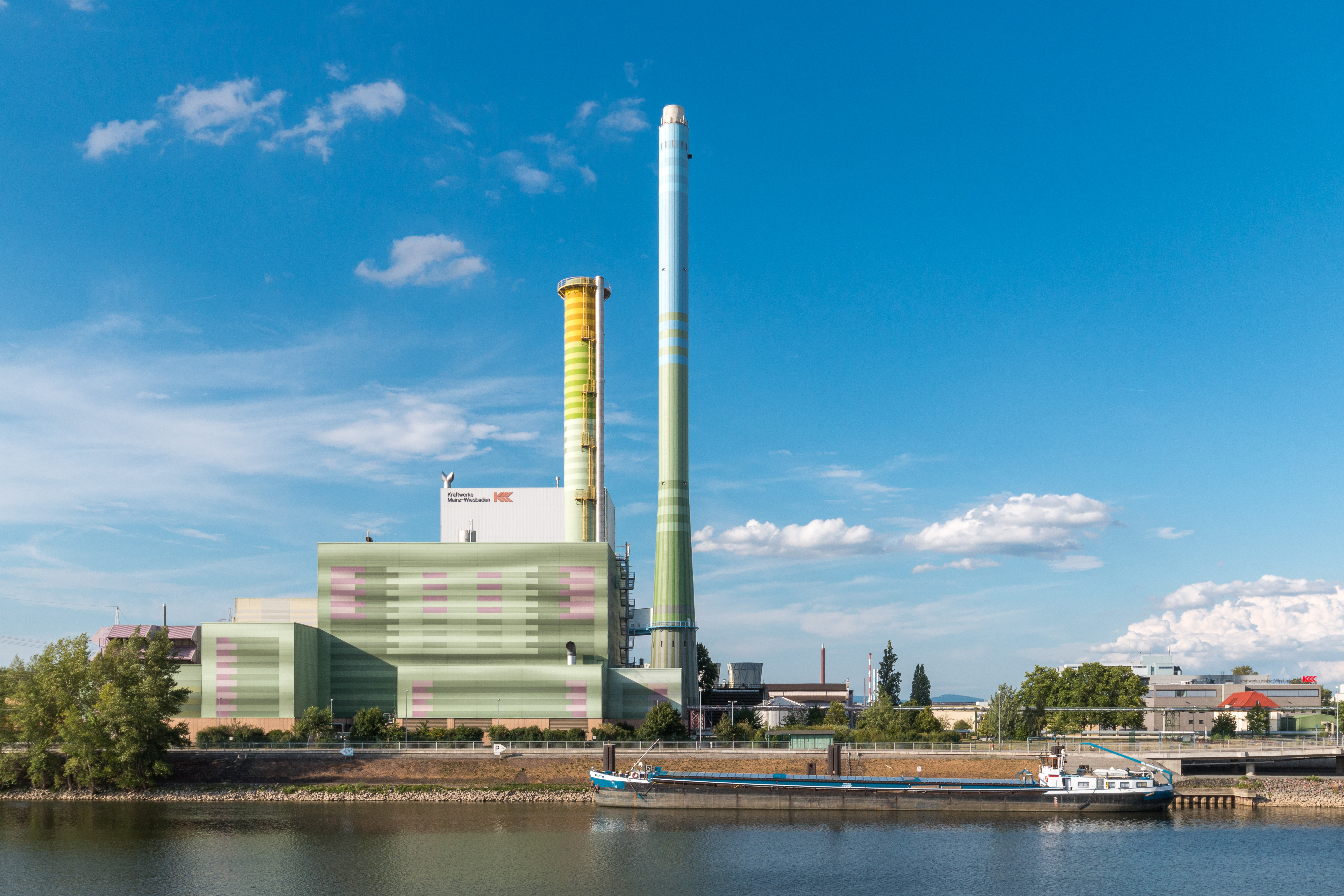
KMW Komplex auf der Ingelheimer Aue

Die Kraftwerke Mainz-Wiesbaden AG ist ein regionales Energieunternehmen in Mainz, das Strom, Fernwärme und Dampf erzeugt. Weiterhin ist das Unternehmen in der Bereitstellung und Verteilung von Energie sowie im Bereich Erneuerbare Energien tätig. Die Gesellschaft befindet sich im Eigentum der Mainzer Stadtwerke und ESWE Versorgung.

## Geschichte
Die Kraftwerke Mainz-Wiesbaden entstanden 1931 aus dem Zusammenschluss der Elektrizitätswerke Wiesbaden und Mainz. In den Jahren 1958, 1963 und 1966 gingen im Kraftwerk 1 drei Kohleblöcke mit einer elektrischen Leistung von je 100 MW ans Netz. 1977 ging das Kraftwerk 2 mit einer Kombination aus Dampfturboblock und vorgeschalteter Gasturbine (Kombiblock) ans Netz. In den 1990ern bekam KMW gemeinsam mit RWE den Zuschlag, für das Rüsselsheimer Opel-Stammwerk ein GuD-Kraftwerk und ein Heizwerk zu errichten. Beide sind seit 1999 in Betrieb, geführt von dem Beteiligungsunternehmen KEO (Konsortium Energieversorgung Opel).
2000 wurden die drei Kohleblöcke im Kraftwerk 1 stillgelegt, bis 2004 erfolgte die Demontage des Kraftwerks. 2001 ging auf der Ingelheimer Aue die neue 400 MW GuD-Anlage in Betrieb, 2004 folgte ein angeschlossenes Müllheizkraftwerk.
Bereits ab 2004 wurden Pläne bekannt, auf der Ingelheimer Aue anstatt eines weiteren Gaskraftwerks erneut ein Kohlekraftwerk zu errichten, das 2012 fertiggestellt werden sollte. Der Bau wurde über mehrere Jahre zum Streitthema lokaler Politik und Bürgerinitiativen. Nach einem Baustopp kurz nach Baubeginn 2009 aufgrund von ungewisser Finanzierungslage wurde das Projekt im Juni 2012 offiziell beendet.
2010 verkündete KMW, den Bau eines zweiten GuD-Kraftwerkes anstatt des Kohlekraftwerks zu erwägen, das für die Spitzen- und Mittellast gedacht war und frühestens im Jahr 2015 ans Netz gehen sollte. Begründet wurde dies mit der inzwischen veränderten Marktsituation für Kohle und Gas. Dieses Projekt wurde 2017 in Form eines Blockheizkraftwerks begonnen und ist seit 2021 in Betrieb.
Im Juli 2013 beteiligten sich die Kraftwerke Mainz-Wiesbaden mit einem Mehrheitsanteil an dem Karlsruher Projektentwickler Altus AG, der im Bereich Erneuerbare Energien (Windenergie, Biogas und Photovoltaik) tätig ist. 2014 wurde Altus vollständig übernommen.
2019 gründeten das Überlandwerk Groß-Gerau, die Hochschule RheinMain, die Infraserv GmbH & Co. Höchst KG und die Mainzer Stadtwerke zusammen mit KMW eine Initiative, um die H2-Wirtschaft im Rhein-Main Gebiet gemeinsam weiter auszubauen. Das Projekt wird begleitet von der Hessischen LandesEnergieAgentur (LEA).
Ebenfalls 2019 erweiterte KMW das Portfolio an erneuerbaren Energien um 49,8 MW durch Beteiligungen an den Windparks Heßloch, Göllheim, Oberndorf und Straubenhardt. Im Juni 2020 übernahm KMW die Wind to Gas Energy GmbH & Co. KG (W2G Energy), die in Brunsbüttel eine Power-to-Gas-Anlage mit einer Leistung von 2,4 MW betreibt.

## Unternehmensstruktur
Die Kraftwerke Mainz-Wiesbaden sind beim Amtsgericht Mainz als Aktiengesellschaft registriert und laut Selbstzweck ein "kommunaler und regionaler Energieerzeuger mit mehreren Produktionsanlagen im Rhein-Main-Gebiet für Strom, Fernwärme und Dampf". Im Jahr 2019 erwirtschaftete das Unternehmen einen Umsatz von 203 Mio. Euro und erzeugte insgesamt 604,1 Mrd. kWh Strom und rund 13 Mrd. kWh Fernwärme. 2020 hatte KMW ca. 335 Mitarbeiter. Die Vorstände des Unternehmens sind Oliver Malerius (Vorsitzender), Jörg Höhler und Stephan Krome. Vorsitzender des Aufsichtsrates ist der Oberbürgermeister der Stadt Mainz, Michael Ebling.
KMW gehört zu je 50 % den Mainzer Stadtwerken und der ESWE Versorgungs AG.

### Beteiligungen des Unternehmens

#### Gesellschafterin
- Mainzer Fernwärme GmbH
- EGM Entsorgungsgesellschaft Mainz mbH
- KMW Gastransport GmbH
- Neue Energie Donnersbergkreis GmbH
- KMW Energien Verwaltungs GmbH
- KVL-KMW-Valentin-Lager GmbH
- BinnenWind GmbH
- BinnenWind Windpark Verwaltungs GmbH

#### Persönlich haftende Gesellschafterin
- Konsortium Energieversorgung Opel beschränkt haftende oHG

#### Kommanditistin
- KMW Wind to Gas Energy GmbH & Co. KG
- Windpark Westpfalz RMG Risk Management GmbH & Co. KG
- Windkraft Kahlenberg GmbH & Co. KG
- Windpark Kahlenberg II GmbH & Co. KG
- Windpark Kahlenberg III GmbH & Co. KG
- Windpark Bad Camberg GmbH & Co. KG
- KMW Windpark Dingen GmbH & Co. KG
- KMW Windpark Eifel GmbH & Co. KG
- KMW Windpark Heßloch GmbH & Co. KG
- KMW Windpark Straubenhardt GmbH & Co. KG
- Pfalzwerke Neue Energie Oberndorf GmbH & Co. KG
- Pfalzwerke Neue Energie Göllheim GmbH & Co. KG

#### Aktionärin
- Altus AG

## Anlagen

### Erneuerbare Energien
Die Windkraftanlagen und Solarparks der KMW werden durch die Tochter Altus betrieben. Das größte Windkraftprojekt ist der Windpark Straubenhardt mit 11 Anlagen. Weitere Windparks befinden sich in Brunsbüttel, Heßloch, in der Westpfalz, Oberndorf, Göllheim, Bad Camberg, Dingen und in der Eifel. Seit der Übernahme von W2G im Jahr 2020 unterhält KMW in Brunsbüttel eine Wind-to-Gas Anlage, mit der grüner Wasserstoff aus dem Energieüberschuss des ansässigen Windparks gewonnen und in das Erdgasnetz eingespeist oder an die benachbarte Wasserstofftankstelle geliefert werden kann.

### Müllheizkraftwerk
Das MHKW auf der Ingelheimer Aue mit zwei Verbrennungslinien ist seit 2004 in Betrieb, 2009 wurde es um eine dritte Verbrennungslinie und eine 20 MW-Dampfturbine erweitert. Es ist an das anliegende Kraftwerk 3 angeschlossen und speist Dampf ins Mainzer Fernwärmenetz ein. Jährlich werden dort laut eigenen Angaben etwa 350.000 Tonnen Hausmüll und hausmüllähnliche Gewerbeabfälle verwertet.

### Kraftwerk 2 – Kombikraftwerk
Das Kraftwerk 2 ist ein GuD-Kombikraftwerk und ist seit 1977 am Netz. Nachdem der Vertrag mit dem Übertragungsnetzbetreiber Amprion zur Netzreserve zum 31. Januar 2018 auslief, sollte ab dem 1. Februar 2018 die endgültige Stilllegung des Kraftwerks 2 begonnen werden. Bei einer erneuten Prüfung wurde es jedoch weiterhin als systemrelevant eingestuft und durch die Bundesnetzagentur bis Ende April 2022 bestätigt.

### Kraftwerk 3 – Gas-und-Dampf-Kraftwerk
Kraftwerk 3 ist seit 2001 auf der Ingelheimer Aue in Betrieb. 2014 wurde es generalüberholt. Der Großteil der Energieerzeugung erfolgt im Kraftwerk 3, das im Jahr 2019 insgesamt 5.272 Betriebsstunden lief und 2,02 Mrd. kWh Strom produzierte.

### Kraftwerk 5 – Blockheizkraftwerk
Das Kraftwerk 5 ist modular aufgebaut und besteht aus 10 voneinander unabhängigen Gasmotoren des Typs 34SG mit einer elektrischen Leistung von jeweils 10 Megawatt, die vom finnischen Hersteller Wärtsilä hergestellt wurden. Damit ist ein flexibler Betrieb möglich, zudem lassen sich die einzelnen Gasmotoren binnen weniger Minuten hoch- bzw. herunterfahren. Betrieben wird das Kraftwerk in Kraft-Wärme-Kopplung, d. h., neben Strom wird auch Fernwärme (90 MWth) erzeugt. Das Kraftwerk wurde am 18. April 2019 erstmals erfolgreich im Testbetrieb angefahren. Am 23. Dezember 2020 ist das fertiggestellte Blockheizkraftwerk offiziell in Betrieb gegangen. Die Investitionssumme wird mit 115 Mio. Euro angegeben.

### Wärmespeicher und Fernwärme
Zusätzlich zu den Anlagen auf der Ingelheimer Aue unterhält KMW dort auch drei Wärmespeicher, die 2019 zur Speicherung der Abwärme des Kraftwerk 5 in den Sommermonaten gebaut wurden. Diese Speicher können die Wärme der verschiedenen KWK-Anlagen auf der Ingelheimer Aue für mehrere Stunden einspeichern.
Zudem hält KMW ein Drittel an der Mainzer Fernwärme GmbH, über die Wärme von den Kraftwerken an die umliegenden Gebiete verteilt wird.